# Edmund Lowe

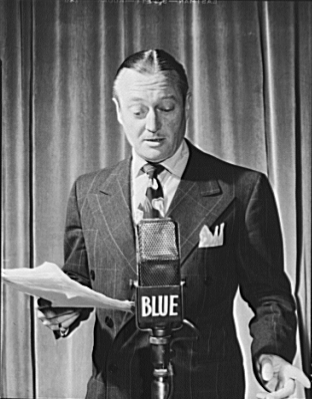
Edmund Lowe (1942)

Edmund Dantes Lowe (* 3. März 1890 in San José, Kalifornien; † 21. April 1971 in Los Angeles, Kalifornien) war ein US-amerikanischer Schauspieler.

## Leben und Karriere
Edmund Lowe wurde als Sohn eines Richters geboren und wollte zunächst eigentlich Priester werden, ehe er sich der Schauspielerei zuwandte. Er begann seine Karriere zunächst beim Theater, unter anderem am Broadway. Er machte 1915 in The Wild Olive sein Filmdebüt. In den 1920er-Jahren stieg er zu einem berühmten Stummfilmstar auf, seine bekannteste Stummfilmrolle war wohl die des Sergeanten Quirt in dem Streifen What Price Glory unter Regie von Raoul Walsh. Insgesamt drehte er über 100 Filme als Hauptdarsteller. Der Wechsel zum Tonfilm Ende der 1920er-Jahre gelang Lowe im Gegensatz zu vielen Stummfilmkollegen ohne Probleme. Allerdings hatte seine Karriere wohl auch altersbedingt schon Mitte der 1930er-Jahre seinen Zenit überschritten. Gelegentlich übernahm er aber weiterhin noch Rollen als Leading Man an der Seite von Jean Harlow, Mae West und Claudette Colbert. 
Während er sich in späteren Jahren bei größeren Filmen mit Nebenrollen begnügen musste, spielte er weiterhin Hauptrollen in B-Movies von Poverty Row Studios. Ab den 1950er-Jahren spielte er auch im Fernsehen, etwa in der Hauptrolle der Serie Front Page Detective sowie als Gegenspieler von James Garner in der ersten Episode von Maverick aus dem Jahre 1957. Seine letzte Rolle übernahm Lowe 1960 im Film Die Dame und der Killer. Er war dreimal verheiratet, darunter von 1925 bis zu ihrem Tod 1934 mit der Schauspielerin Lilyan Tashman. Er verstarb 1971 im Alter von 81 Jahren an einer Lungenerkrankung. Auf dem Walk of Fame sind ihm zwei Sterne in den Kategorien Film und Fernsehen gewidmet.

## Filmografie (Auswahl)
- 1915: The Wild Olive
- 1918: Good Night, Paul
- 1923: The Silent Command
- 1926: Rivalen (What Price Glory?)
- 1926: Das schwarze Paradies (Black Parasise)
- 1926: Sibirien (Siberia)
- 1928: In Old Arizona
- 1928: Mädel sei lieb (Happiness Ahead)
- 1929: Kampfhähne der Liebe (The Cock-Eyed World)
- 1930: The Bad One
- 1930: Born Reckless
- 1931: Transatlantic
- 1931: Women of All Nations
- 1932: Misleading Lady
- 1932: Chandu the Magician
- 1933: Dinner um acht (Dinner at Eight)
- 1934: Gift of Gab
- 1935: La Fiesta de Santa Barbara (Kurzfilm)
- 1936: Mordende Augen (The Garden Murder Case)
- 1937: Jeder Tag ein Feiertag (Every Day’s a Holiday)
- 1940: Liebling, du hast dich verändert (I Love You Again)
- 1942: Klondike Fury
- 1945: Jagd auf Dillinger (Dillinger)
- 1948: Der beste Mann der Stadt (Good Sam)
- 1956: In 80 Tagen um die Welt (Around the World in Eighty Days)
- 1958: Das letzte Hurra (The Last Hurrah)
- 1960: Die Dame und der Killer (Heller in Pink Tights)